# Sébastien Meurant
Pour les articles homonymes, voir Meurant.
Sébastien Meurant, né le 18 mars 1971 à Enghien-les-Bains (Val-d'Oise), est un homme politique français.
Membre des Républicains jusqu’en 2022, il en est exclu en mars à la suite de son ralliement à Éric Zemmour, candidat à l'élection présidentielle de 2022.
Il est sénateur du Val-d'Oise de 2017 à septembre 2023 et conseiller départemental dans le même département depuis 2021.
Il a été maire de Saint-Leu-la-Forêt de 2008 à 2017.

## Biographie
De 2001 à 2008, il est conseiller municipal d'opposition au maire de Saint-Leu-la-Forêt, Jean Le Gac puis gagne l'élection municipale et est réélu en 2014 au premier tour.
Condamné en 2012 par le tribunal correctionnel de Paris pour diffamation après avoir qualifié en 2010 Ali Soumaré de « délinquant multirécidiviste », il est élu face au FN aux départementales de 2015, en binôme avec Émilie Ivandekics, dans le canton de Domont.
Élu aux sénatoriales de 2017 avec pour collaborateur Guillaume de Thieulloy, pour éviter le cumul de mandats, il renonce à ses fonctions de maire et à son mandat de conseiller départemental.
Il parraine Laurent Wauquiez pour le congrès des Républicains de 2017. L'année suivante, Sébastien Meurant appelle, dans le mensuel conservateur L'Incorrect, à dialoguer notamment avec le Rassemblement national (RN). Il est élu à la tête de la fédération LR du Val-d'Oise peu après, face à la sénatrice pécressiste Jacqueline Eustache-Brinio. En 2019, il participe avec d'autres élus des Républicains à un dîner avec Marion Maréchal.
Lors des élections départementales de 2021 dans le Val-d'Oise, il est à nouveau élu conseiller départemental dans le canton de Domont.
Il contribue en 2021 à structurer un réseau d'élus LR visant à soutenir Éric Zemmour pour la présidentielle de 2022 dans le cas où le candidat du parti serait Xavier Bertrand puis appelle les électeurs Républicains à voter Zemmour.
Le 11 février 2022, il organise une réunion au Sénat, diffusée sur une chaîne pro-russe en Ukraine sans autorisation, décrite comme un piège par d'autres élus et comme une opération d'influence russe par Complément d'enquête,.
Le 24 septembre 2023, il n'est pas réélu lors des élections sénatoriales, sa liste se plaçant en sixième position, et perd son siège au Sénat.
À la suite de la dissolution de l'Assemblée nationale par le président de la République Emmanuel Macron le 9 juin 2024 il appelle à voter pour l’alliance LR-RN. Il est exclu du parti Reconquête à la suite de cette déclaration et retourne donc chez Les Républicains. Il est candidat aux législatives, soutenu par Éric Ciotti, président contesté du parti Les Républicains et par le Rassemblement national dans le cadre de cette alliance contestée par les 60 députés républicains. Il arrive en troisième position à l'issue du premier tour dans la quatrième circonscription du Val-d'Oise ; il se désiste en faveur de Naïma Moutchou (HOR) pour « éviter l’élection d’un député LFI supplémentaire ».